# Sisquer (la Vansa i Fórnols)
|  | Aquest article tracta sobre l'entitat de població de La Vansa i Fórnols. Vegeu-ne altres significats a «Sisquer». |

Sisquer, antigament Cisquer, és un nucli del municipi de la Vansa i Fórnols, a l'Alt Urgell, a la vall de la Vansa. El poble es troba aigua amunt del riu de Bona, entre la Barceloneta i Adraén, a l'esquerra del riu a 1.182 metres d'altitud. Actualment té 19 habitants.
S'hi pot trobar l'església de Sant Romà de Sisquer d'estil romànic, segle xii.